# Bolet pruineux
Xerocomellus pruinatus
Espèce
Statut de conservation UICN

 LC  : Préoccupation mineure
Xerocomellus pruinatus, le Bolet pruineux, anciennement Boletus pruinatus, est une espèce de champignons de la famille des Boletaceae du genre Xerocomellus. Il est caractérisé par son chapeau pruineux et sa chair jaunâtre lentement bleuissante à la coupe. 

## Taxonomie
Le nom correct complet (avec auteur) de ce taxon est Xerocomellus pruinatus (Fr.) Šutara. 
L'espèce a été initialement classée dans le genre Boletus sous le basionyme Boletus pruinatus Fr..

### Synonymes

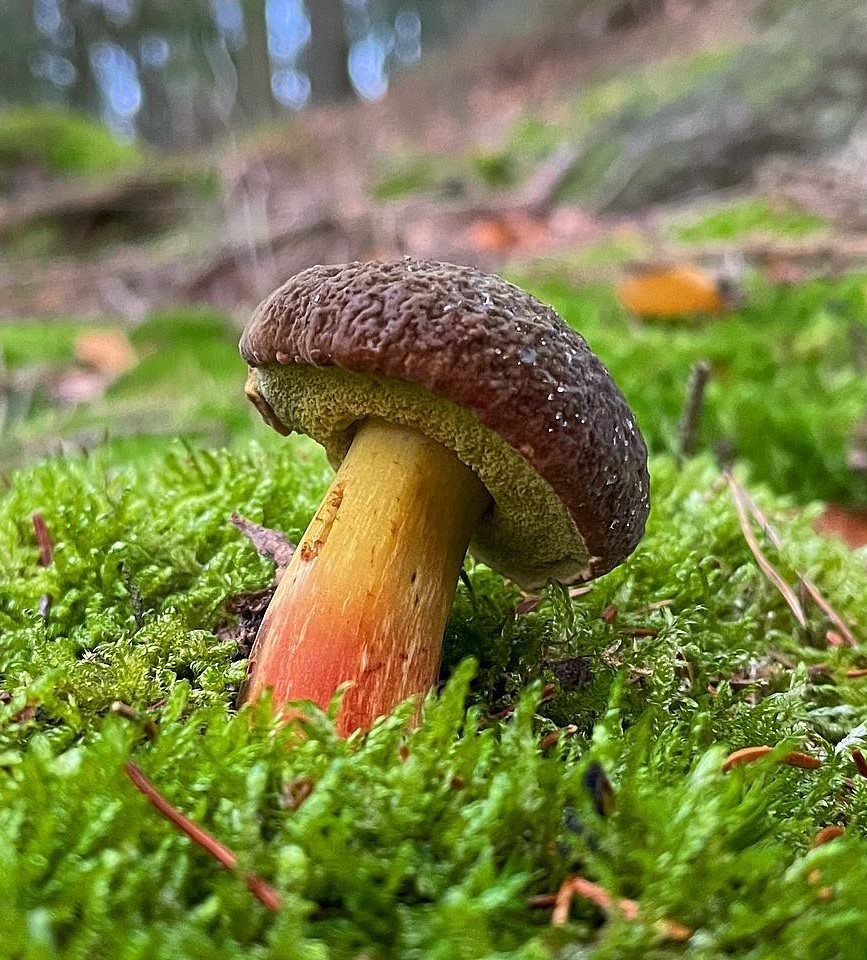
Bolet pruineux.

Xerocomellus pruinatus a pour synonymes :
- Boletellus fragilipes (C.Martin) Kuthan
- Boletellus pruinatus f. luteocarnosus Klofac & Krisai
- Boletellus pruinatus var. pascuus (Pers.) Klofac & Krisai
- Boletellus pruinatus (Fr.) Klofac & Krisai
- Boletus fragilipes C.Martin
- Boletus fragilipes Pouzar
- Boletus pascuus (Pers.) Corda
- Boletus pruinatus Fr.
- Boletus subtomentosus subsp. fragilipes (C.Martin) C.Martin
- Boletus subtomentosus var. pascuus Pers.
- Suillus pruinatus (Fr.) Kuntze
- Versipellis pruinata (Fr.) Quél.
- Xerocomus fragilipes (C.Martin) Pouzar
- Xerocomus pascuus (Pers.) Bon
- Xerocomus pruinatus var. luteocarnosus (Klofac & Krisai) Anon.
- Xerocomus pruinatus (Fr.) Quél.

### Phylogénie
Il a été transféré vers le nouveau genre Xerocomellus décrit par le mycologue tchèque Josef Šutara en 2008.

### Étymologie
L'épithète spécifique pruinatus est en référence à la pruine qui recouvre typiquement son chapeau.

### Noms vulgaires et vernaculaires
Ce taxon porte en français les noms vernaculaires ou normalisés suivants : Bolet pruineux.

## Description du sporophore
Les bolets sont des champignons dont l'hyménophore, constitué de tubes et terminés par des pores, se sépare facilement de la chair du chapeau. Ce chapeau d'abord rond, recouvert d'une cuticule, devient convexe à mesure qu’il vieillit. Ils ont un pied (stipe) central assez épais et une chair compacte. Les caractéristiques morphologiques de X. pruinatus sont les suivantes :
Son chapeau mesure de 4 à 12 cm. Il est sec et même feutré. De couleur brun sombre, brun noirâtre à brun pourpré sombre, généralement pruineux.
L'hyménophore présente des tubes jaune plus au moins vif puis jaune olivâtre. Ses pores sont concolores aux tubes.
Son stipe mesure 3 à 10 cm x 1 à 3 cm, il est jaune vif au début puis rouge ou rouge-rose.

La chair est jaune vif, palissant un peu dans l'âge, non bleuissante ou faiblement et lentement surtout dans le stipe. Sa saveur est douce et son odeur est variable, souvent fortement acidulée chez les jeunes.

Principaux caractères distinctifs
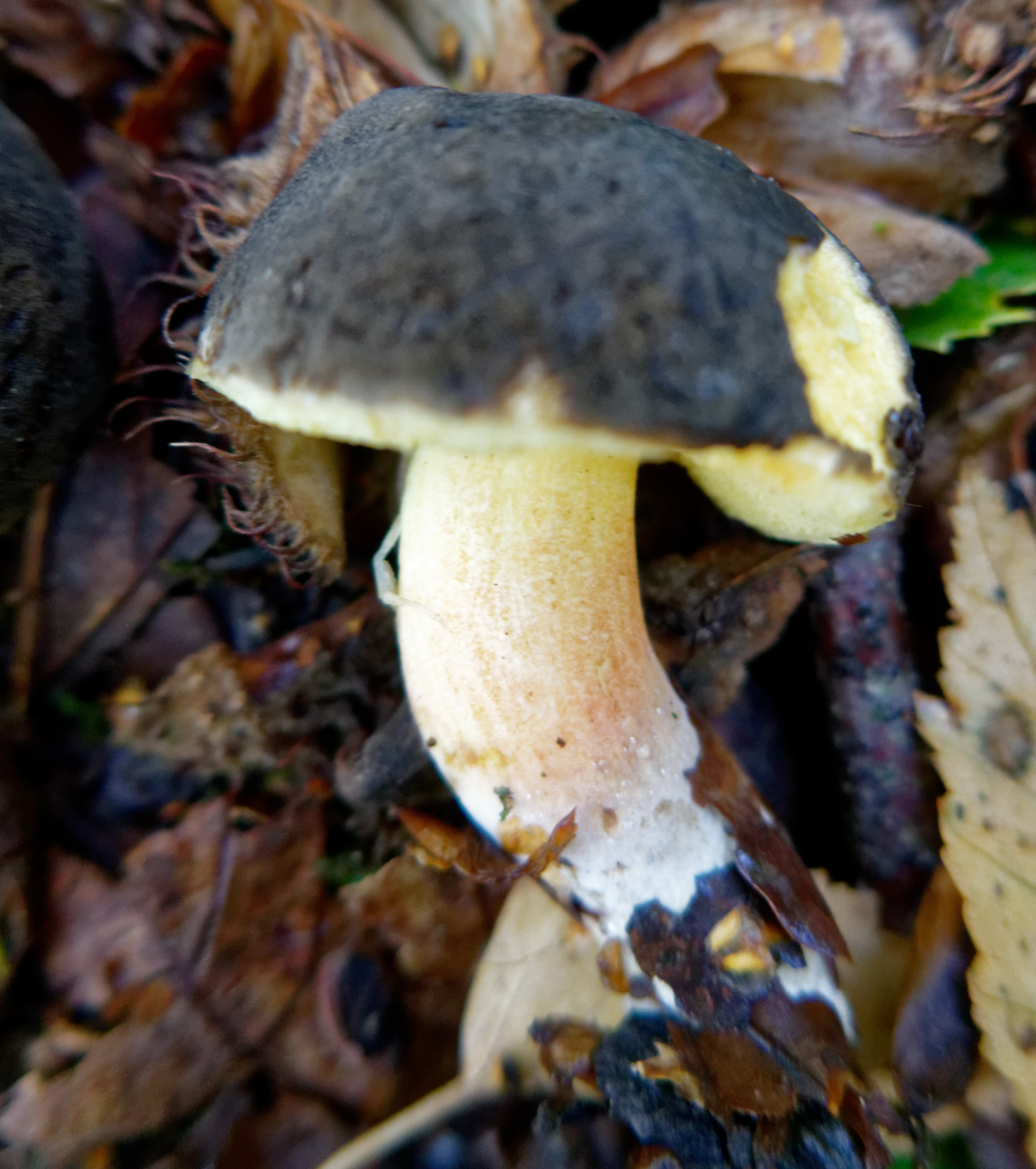
Chapeau marron à noir, pruineux
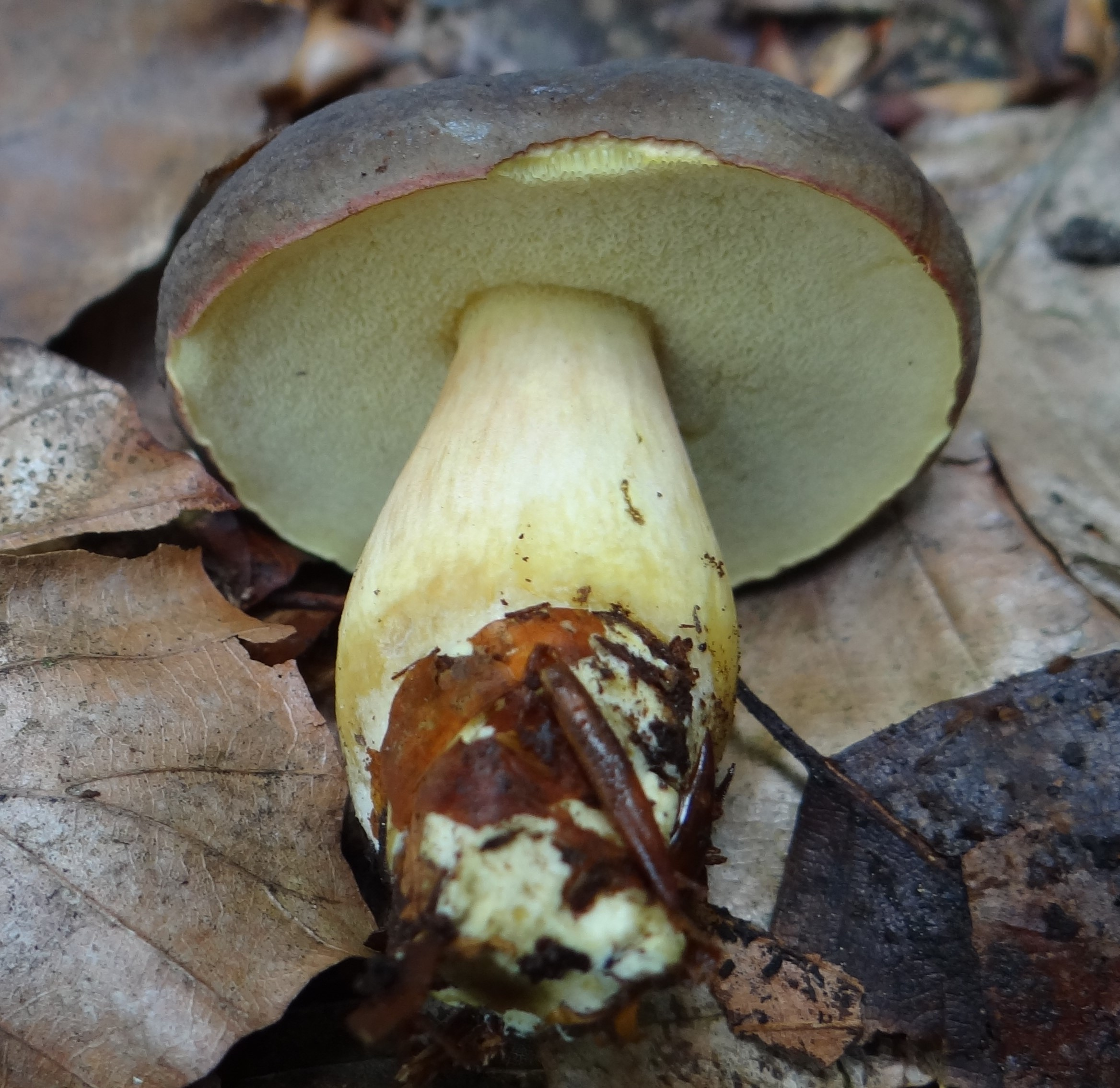
Pores et tubes jaunes puis olivâtres
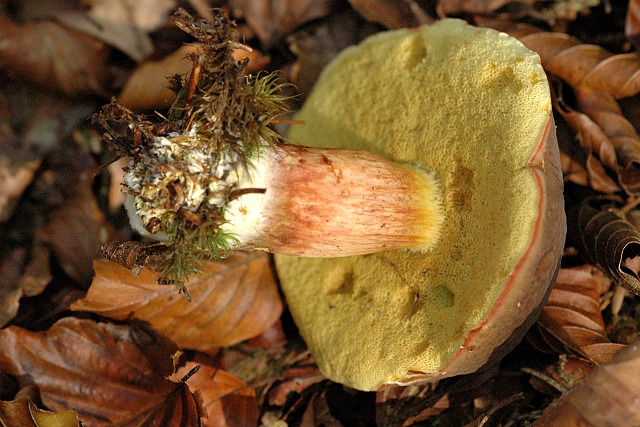
Stipe de couleur jaunâtre à rougeâtre
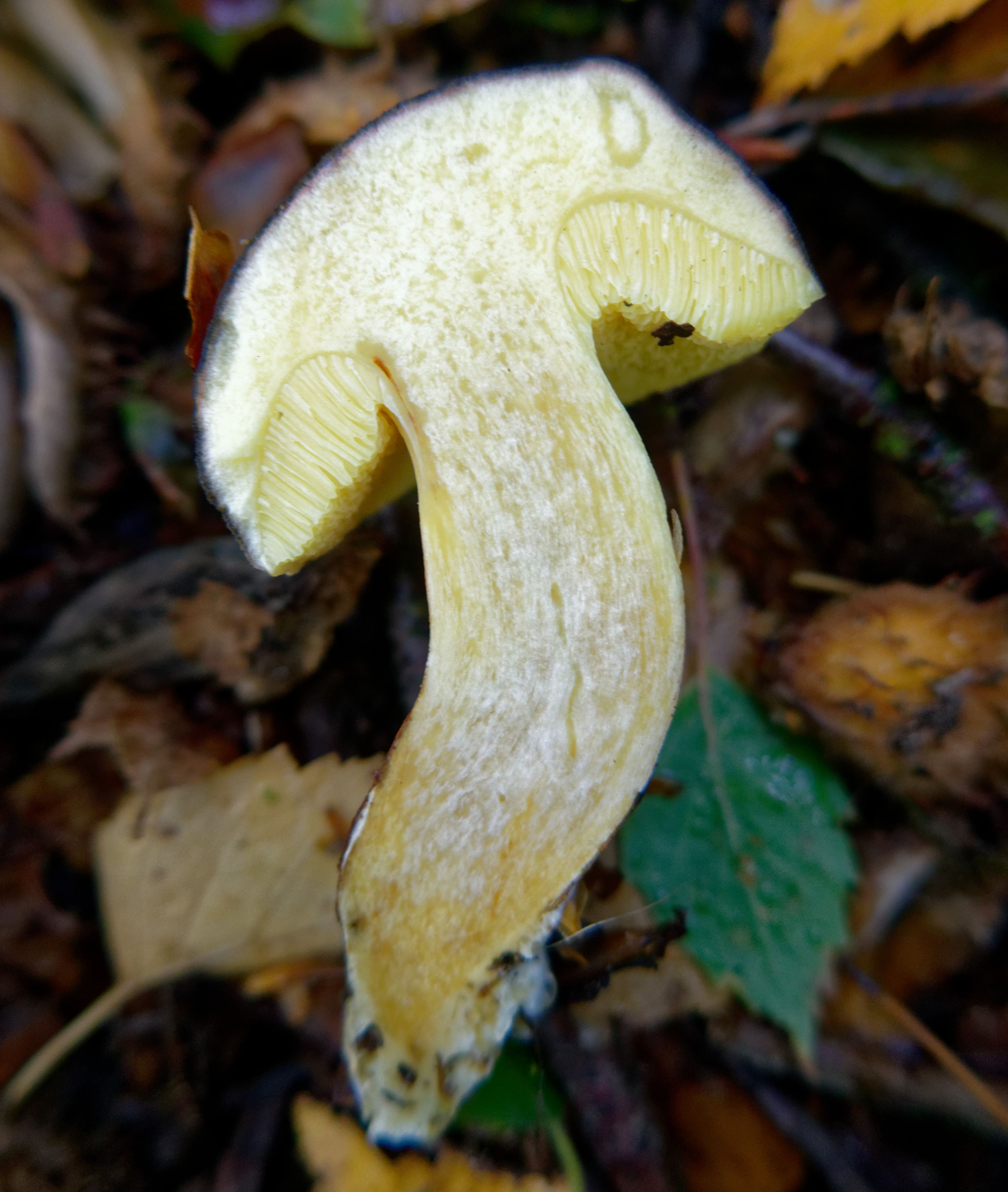
Chair de couleur jaunâtre à la coupe...
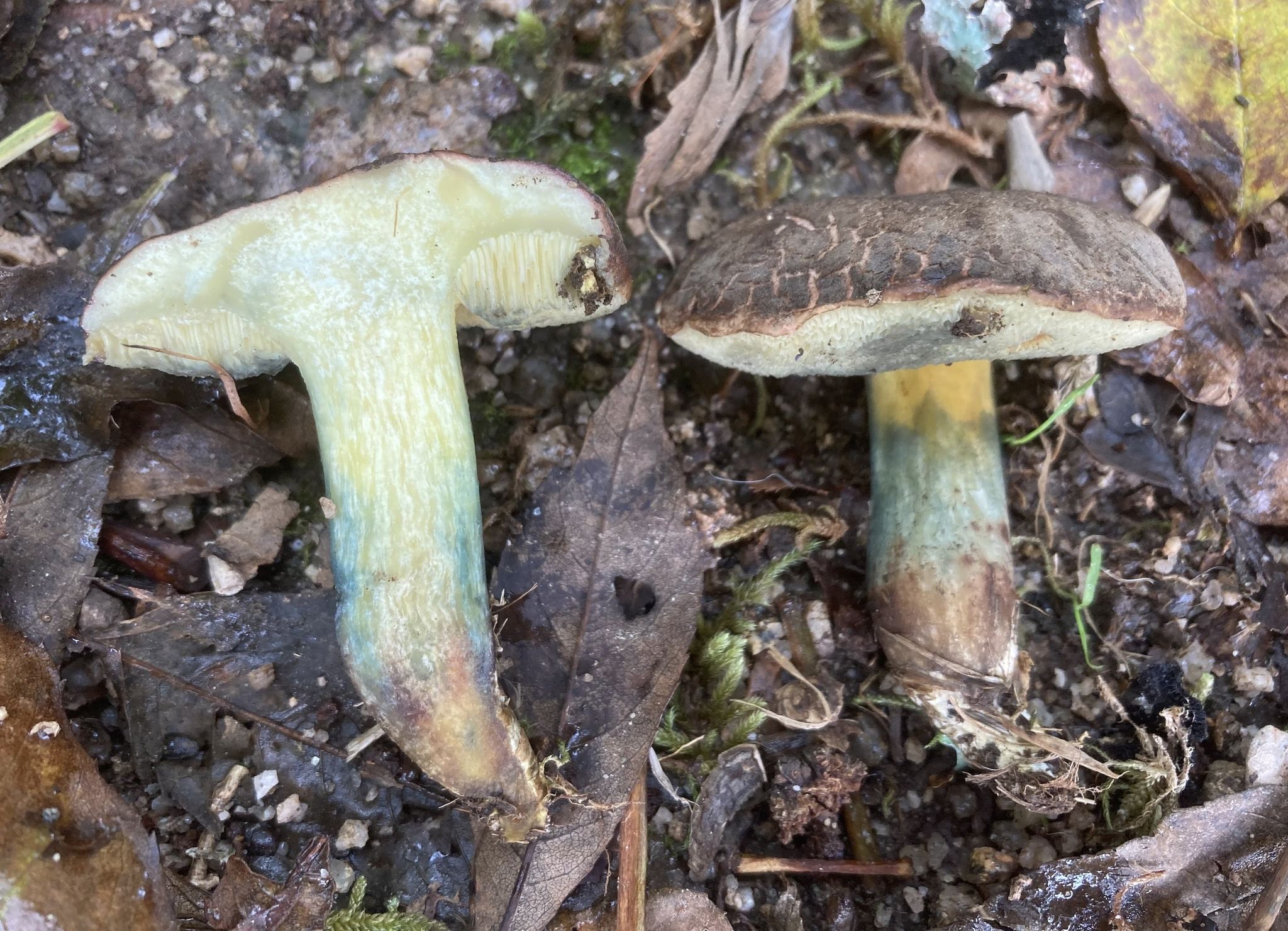
...puis bleuissante après plusieurs minutes, surtout au bas du pied

### Caractéristiques microscopiques
Ses spores mesurent 12,5 à 15,5 µm x 4,5 à 6 µm. Elles sont striées (stries difficiles à distinguer, voire impossibles en microscopie optique). Présence typique de larges hyphes amyloïdes à parois épaisses dans la chair de la base du stipe (mais parfois bien difficiles à dénicher, surtout sur de jeunes exemplaires).

## Galerie

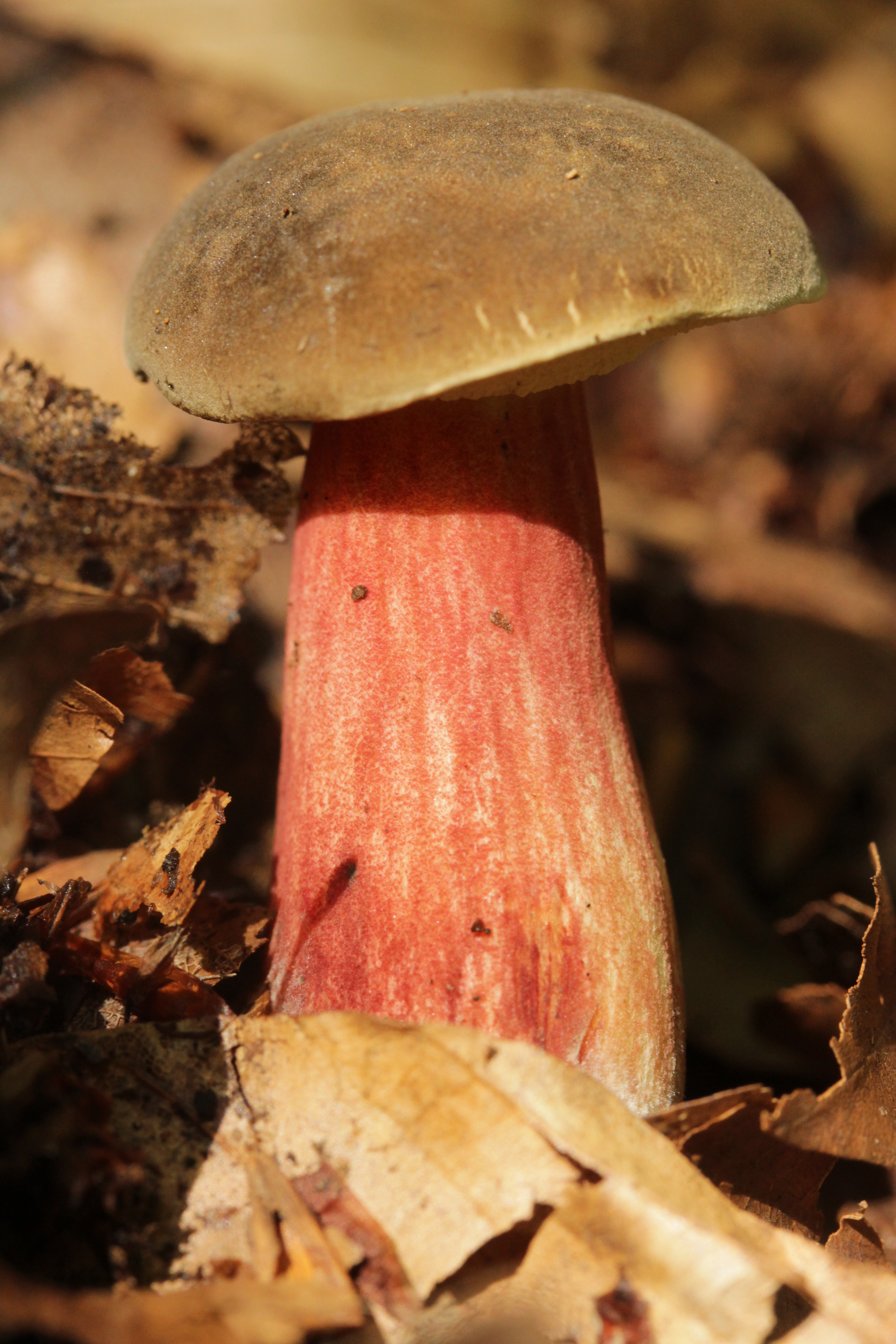
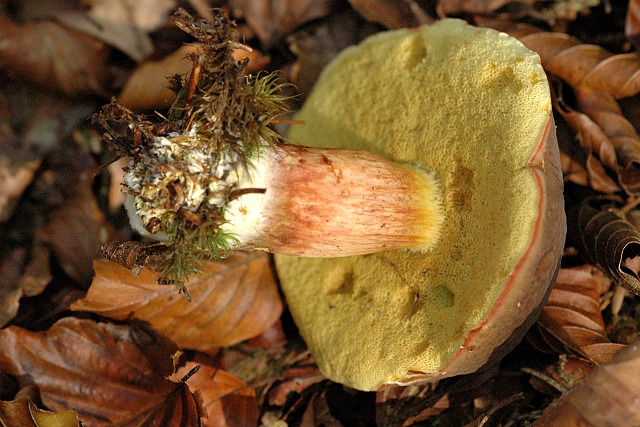
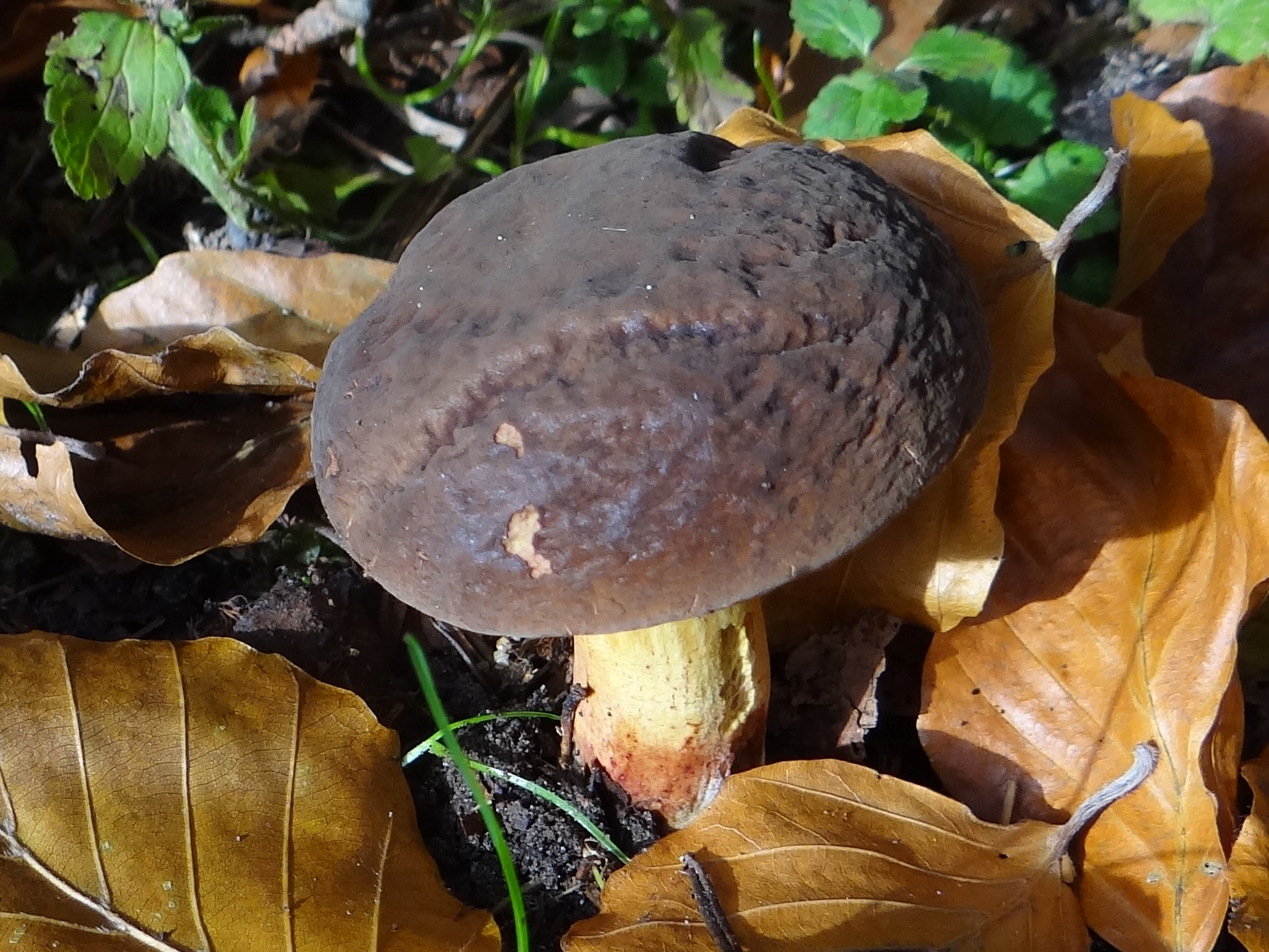
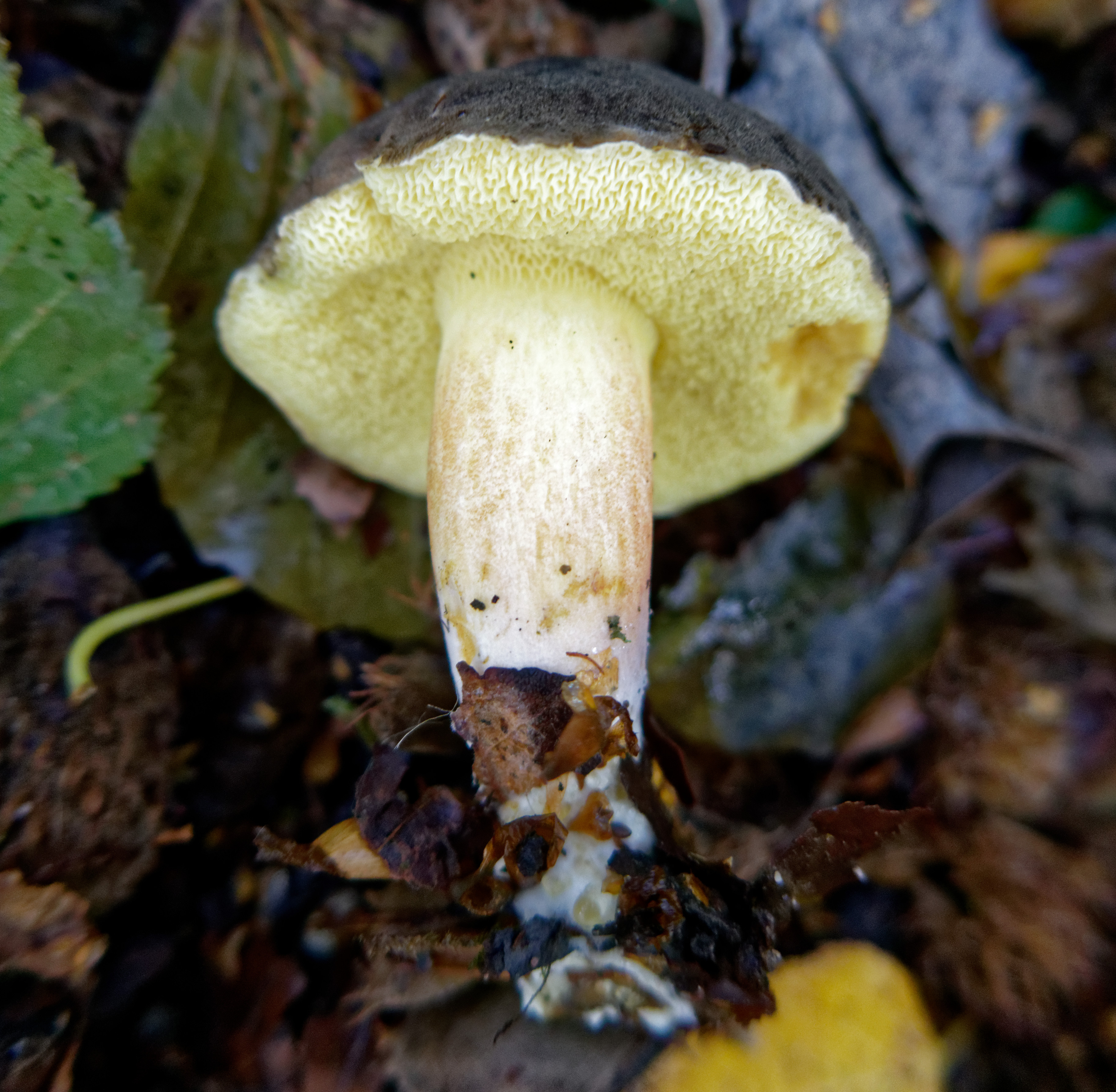
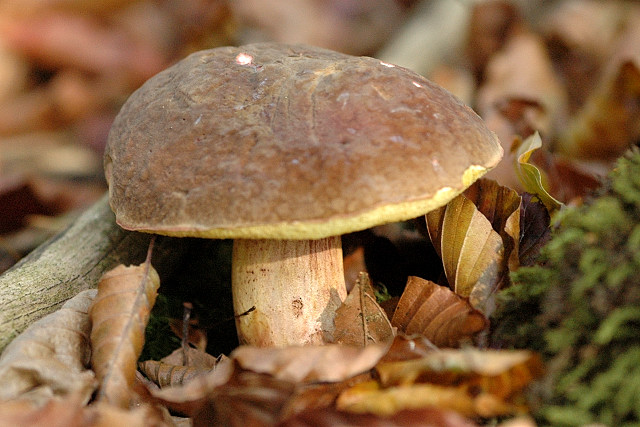
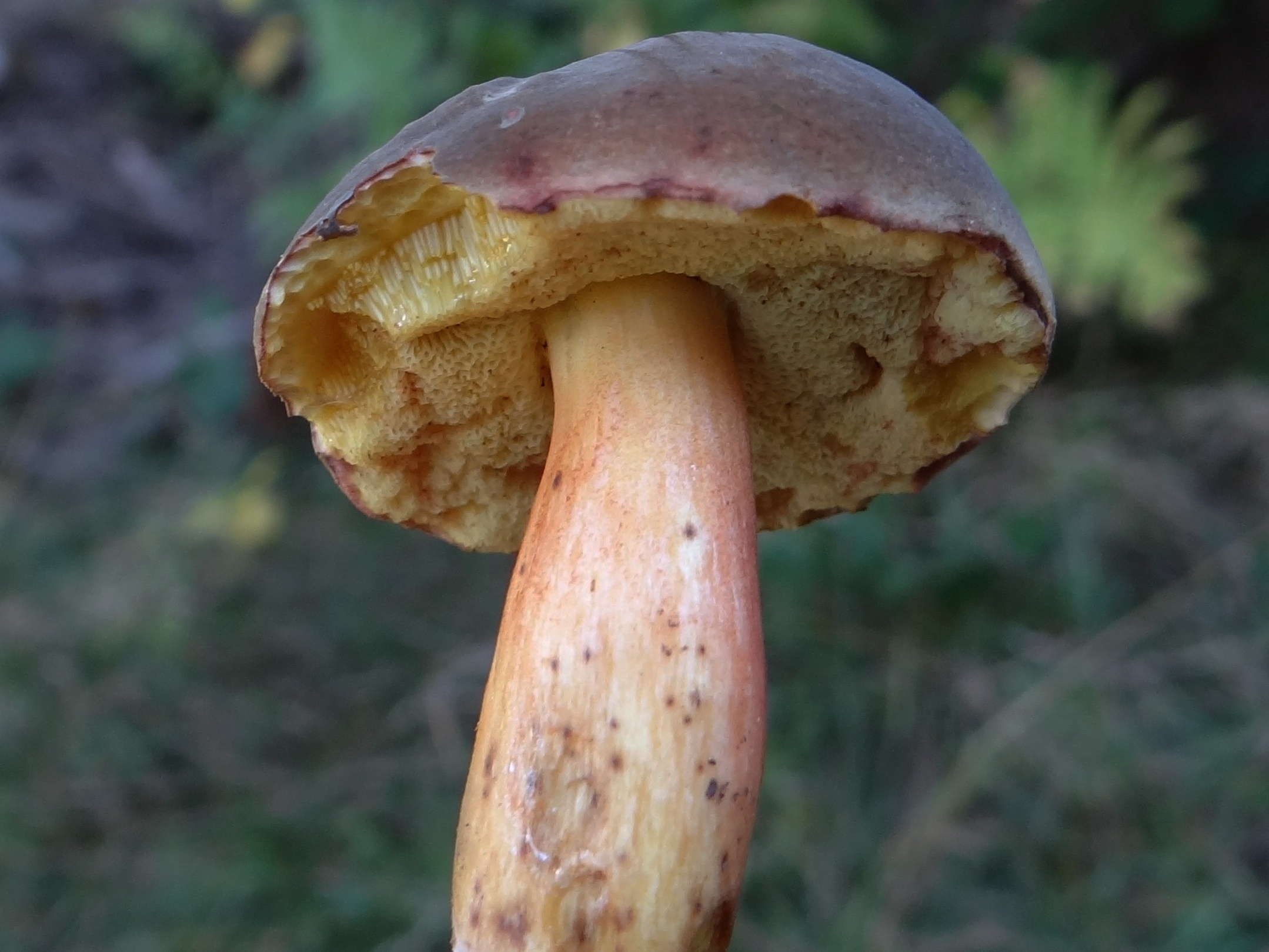
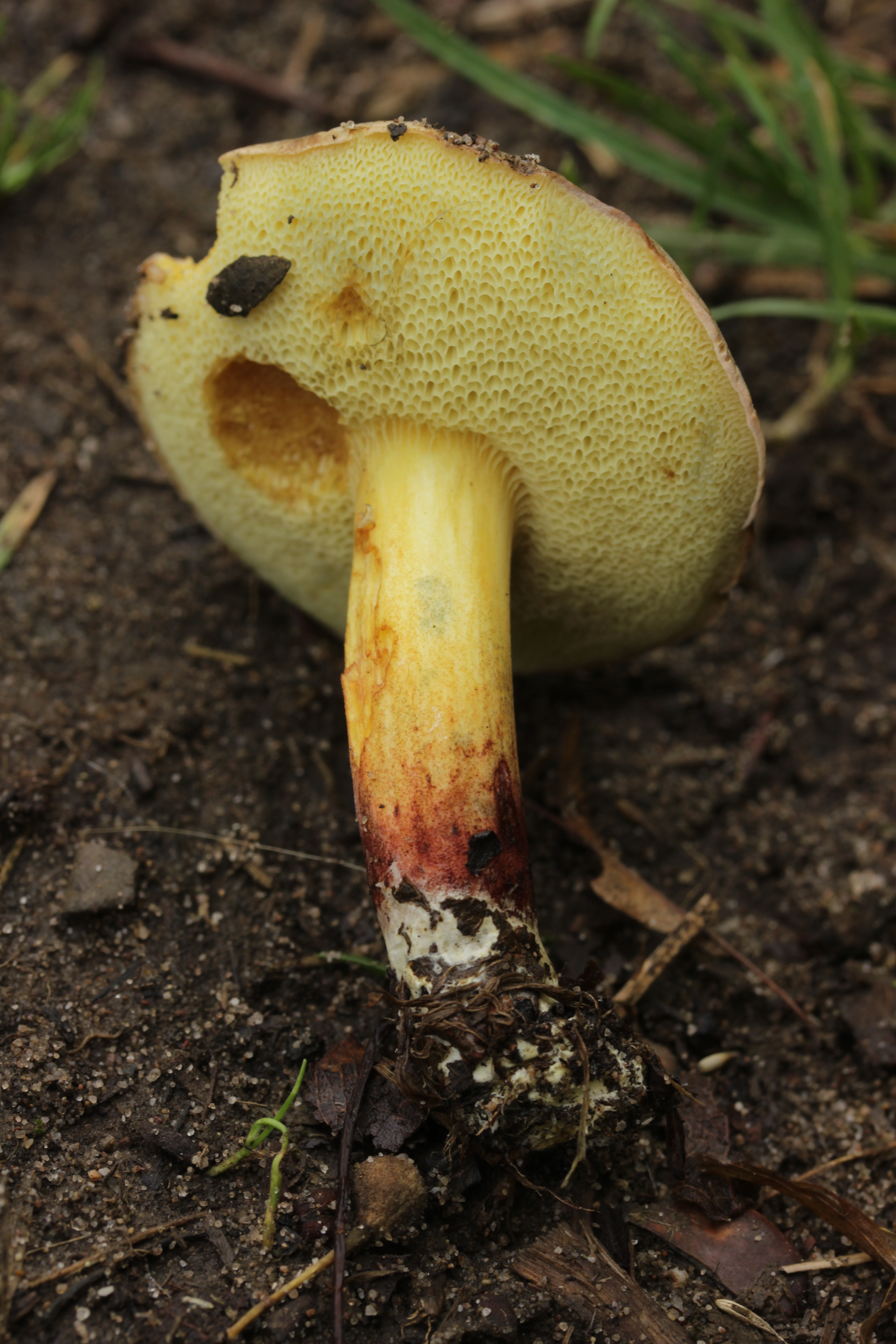
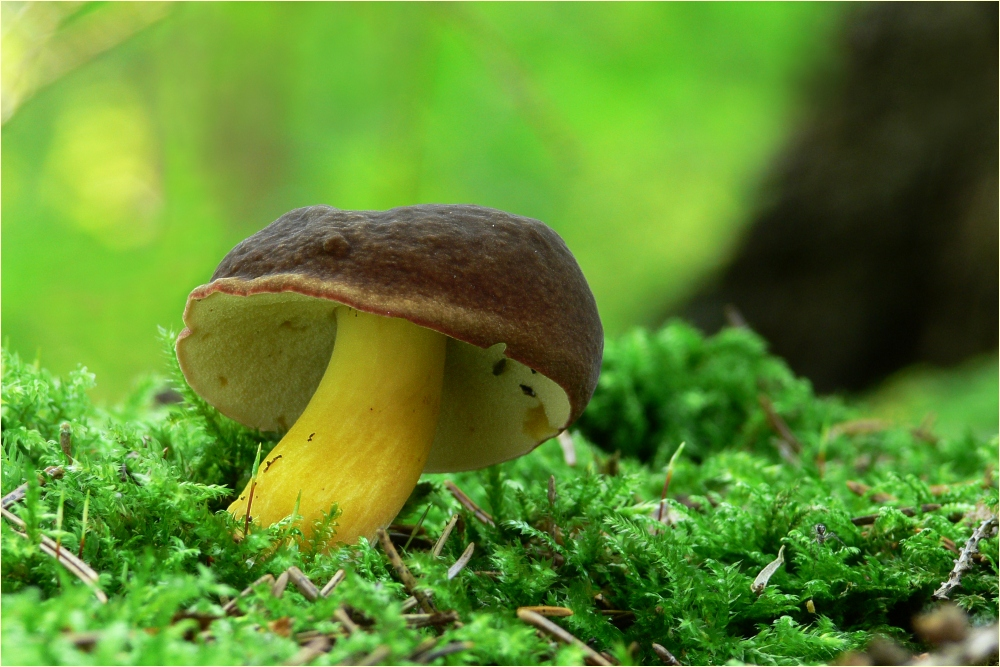
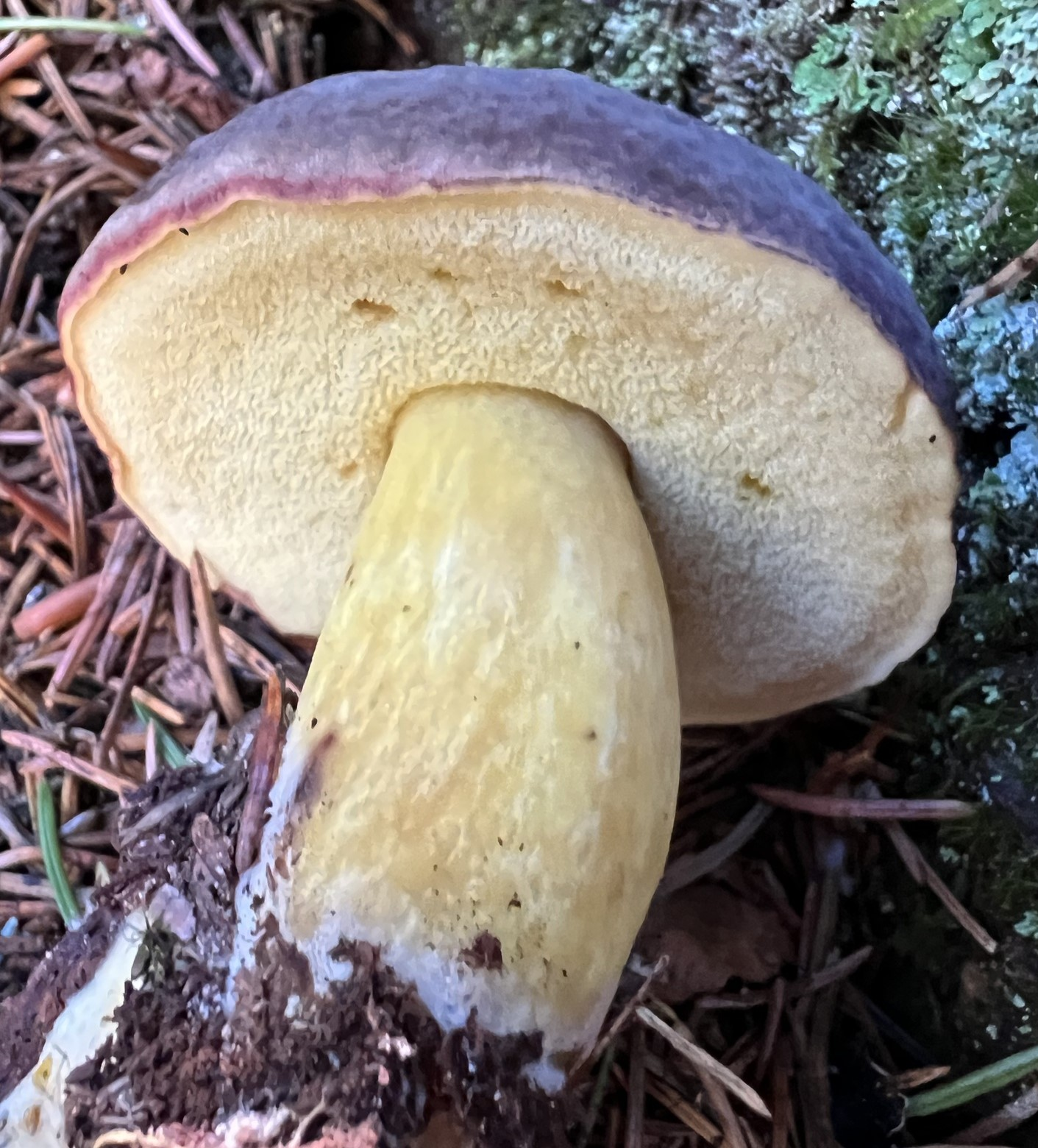
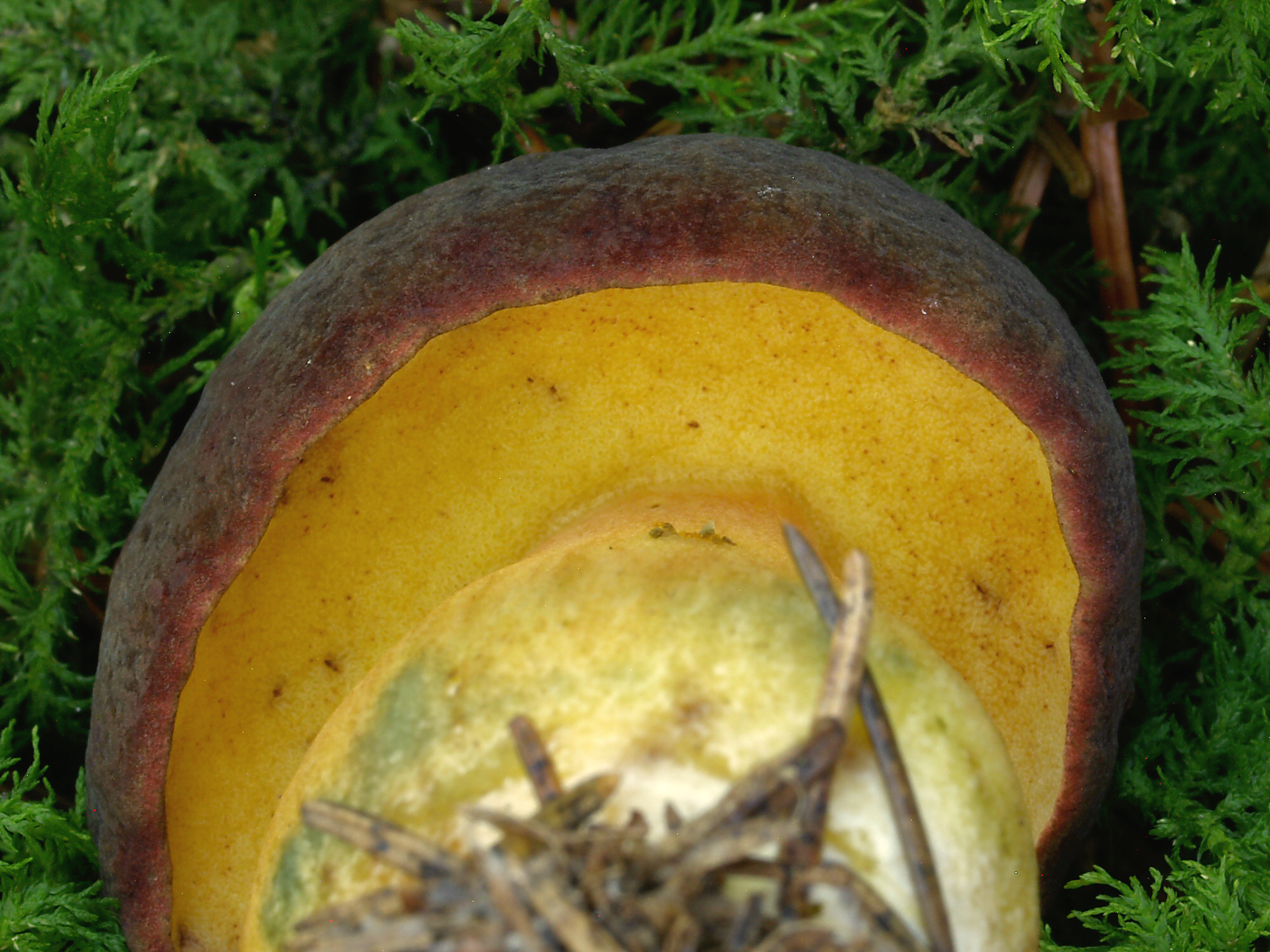
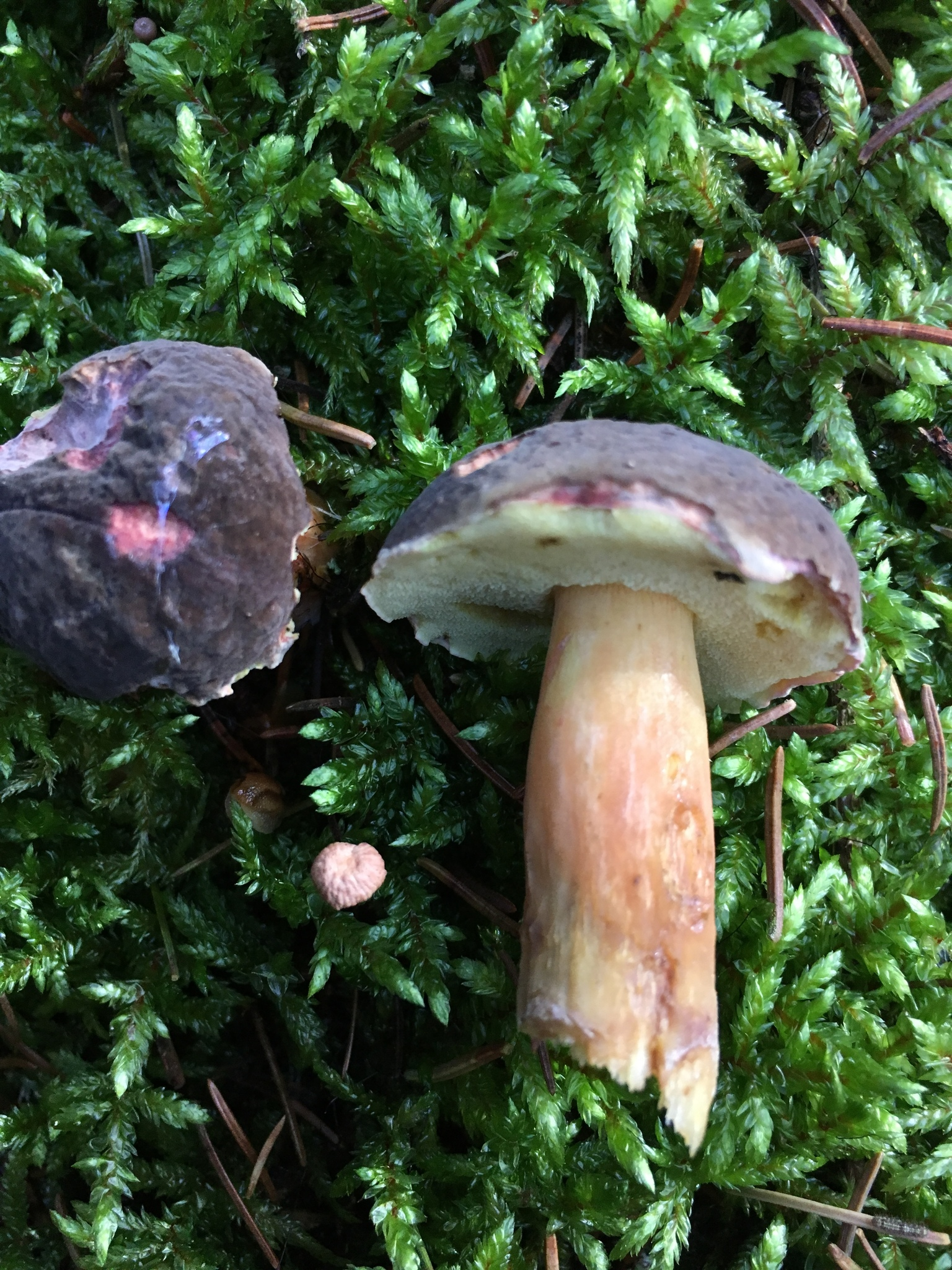
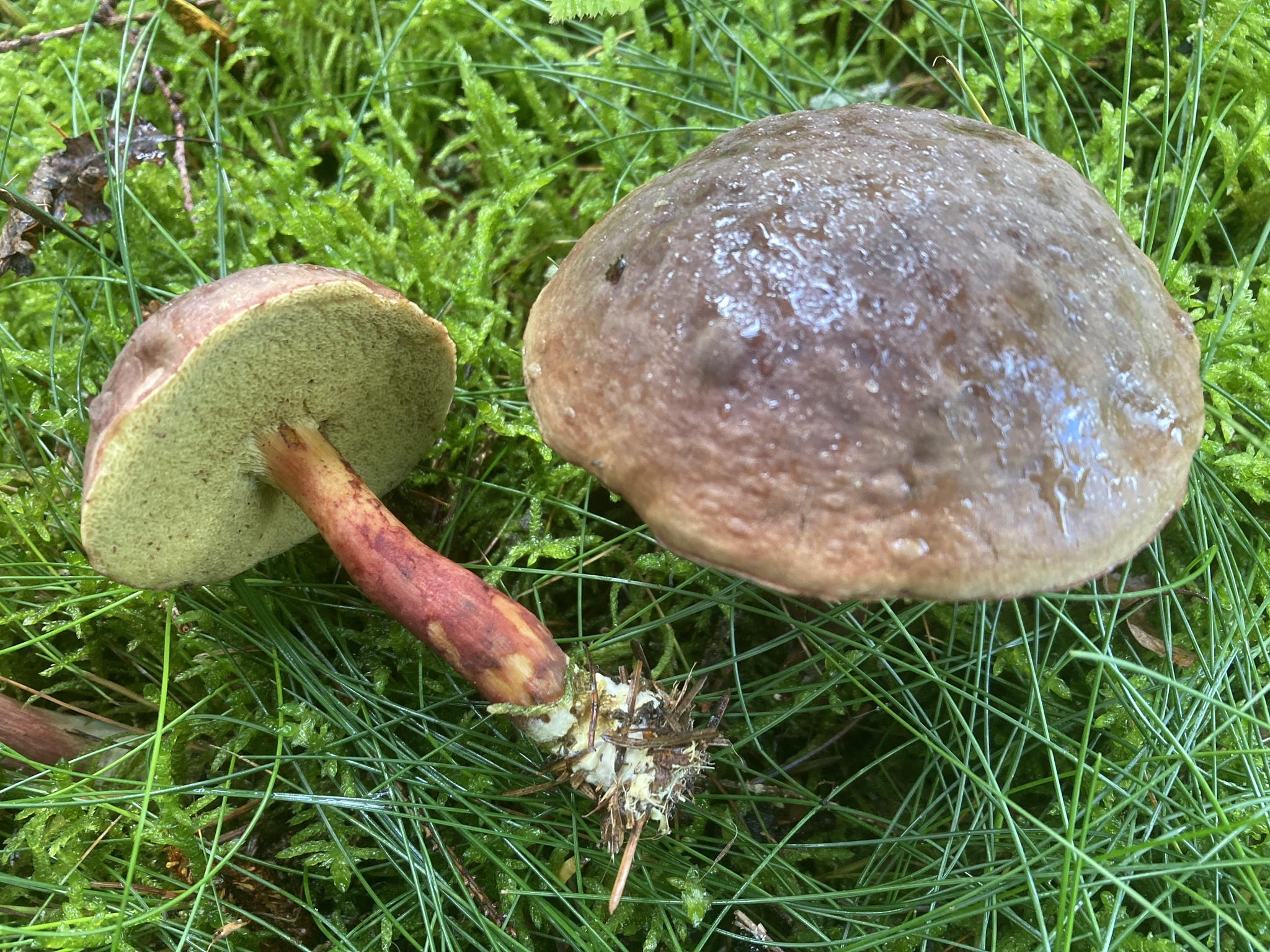
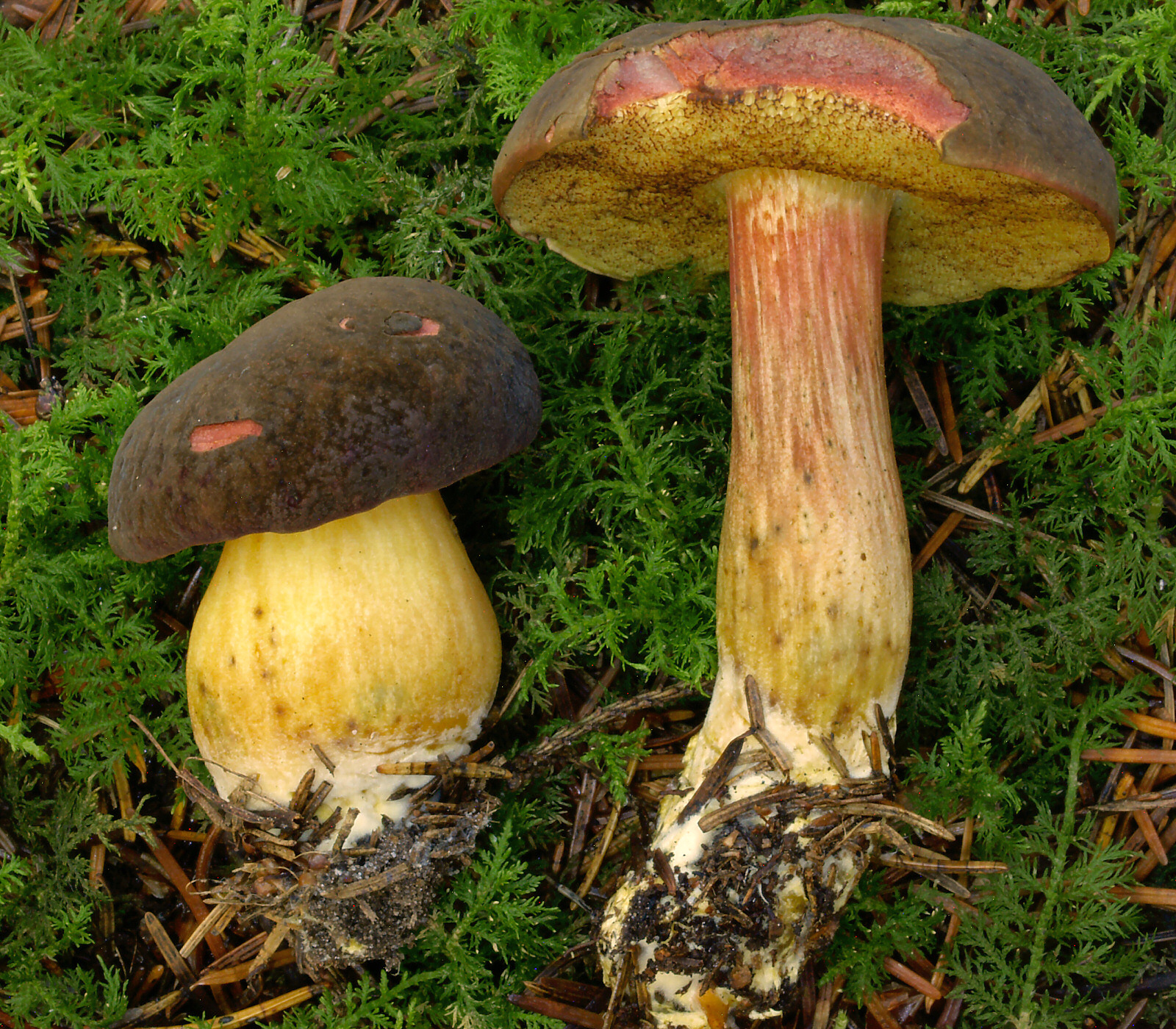
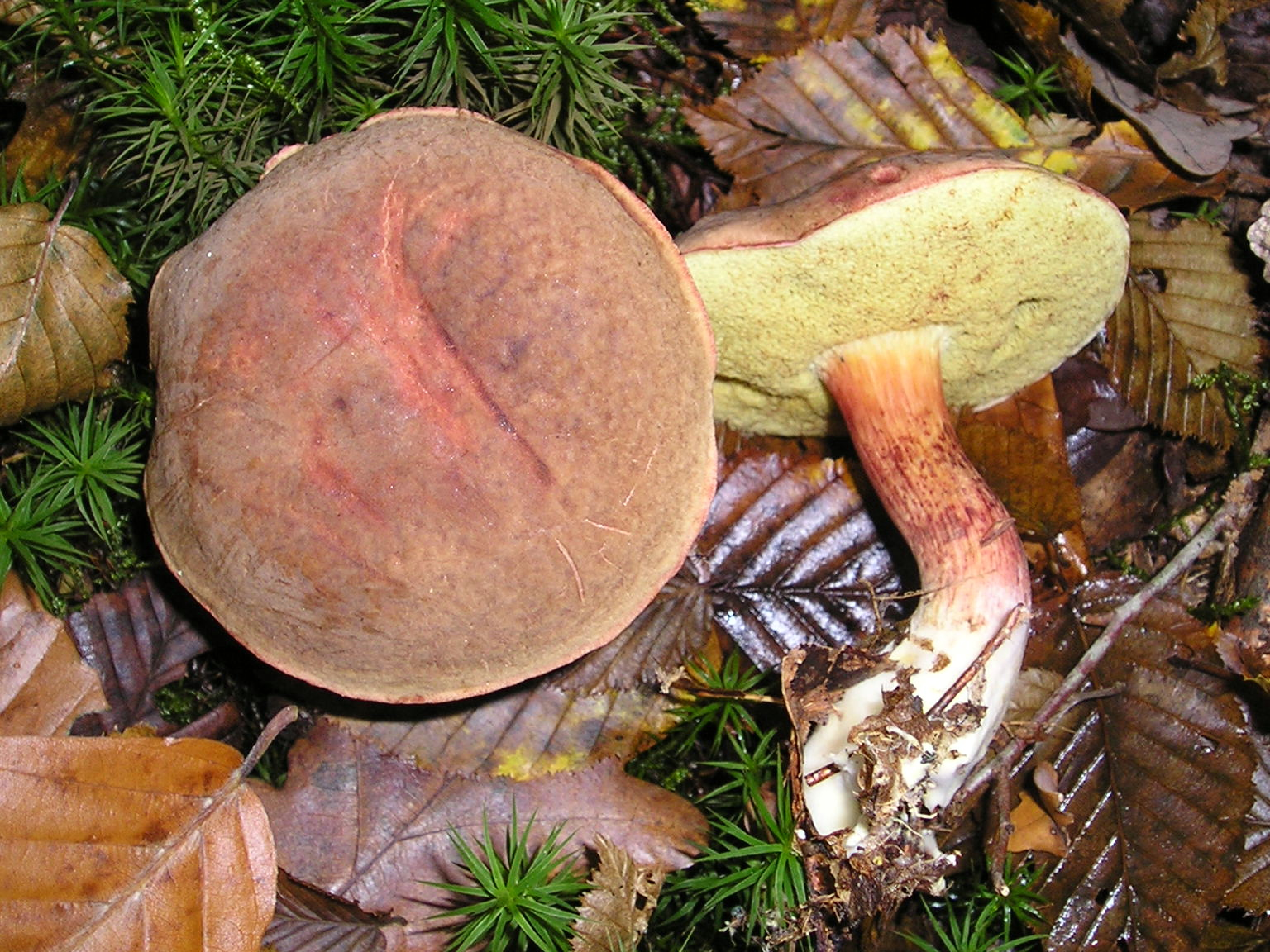
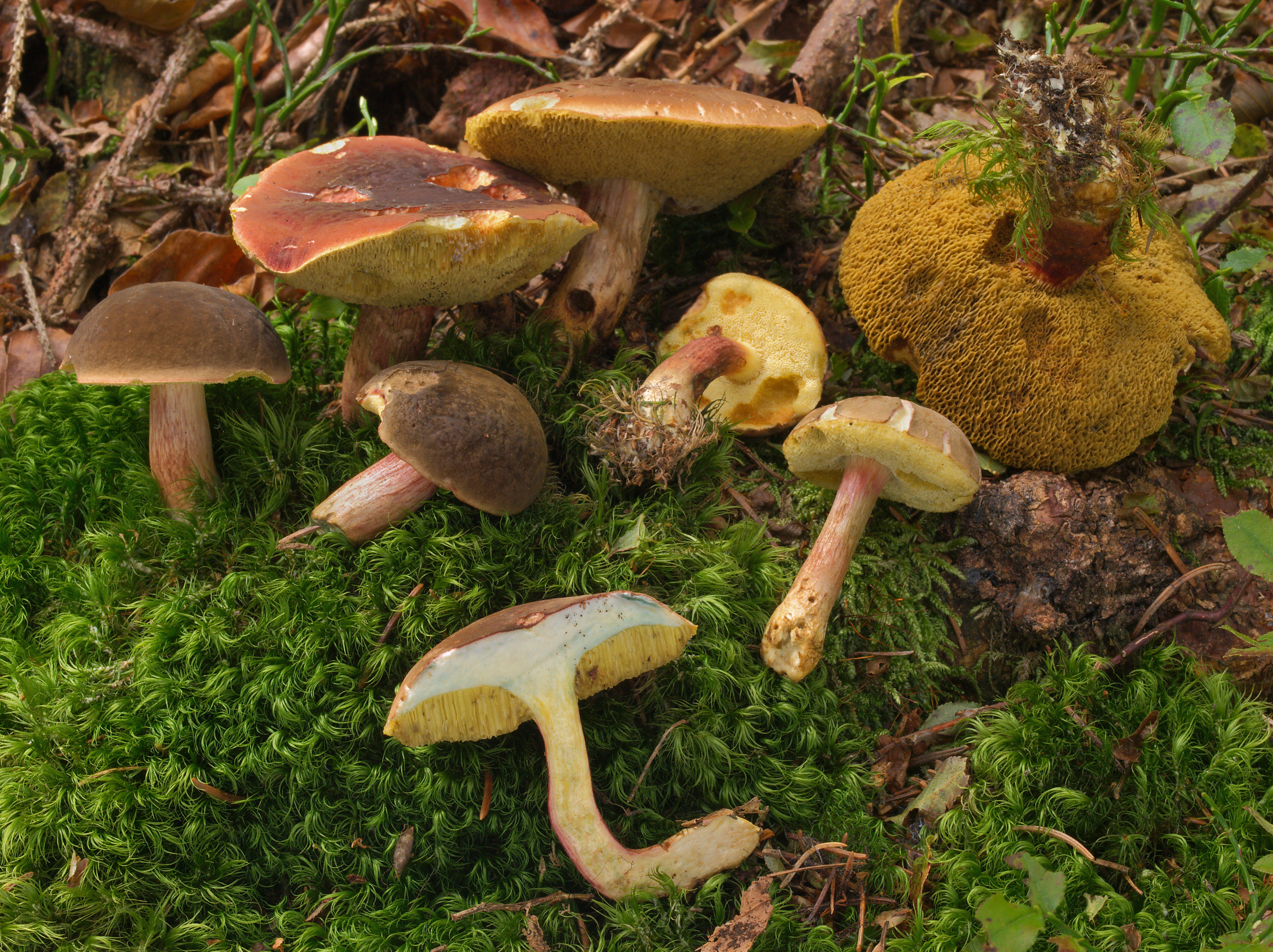
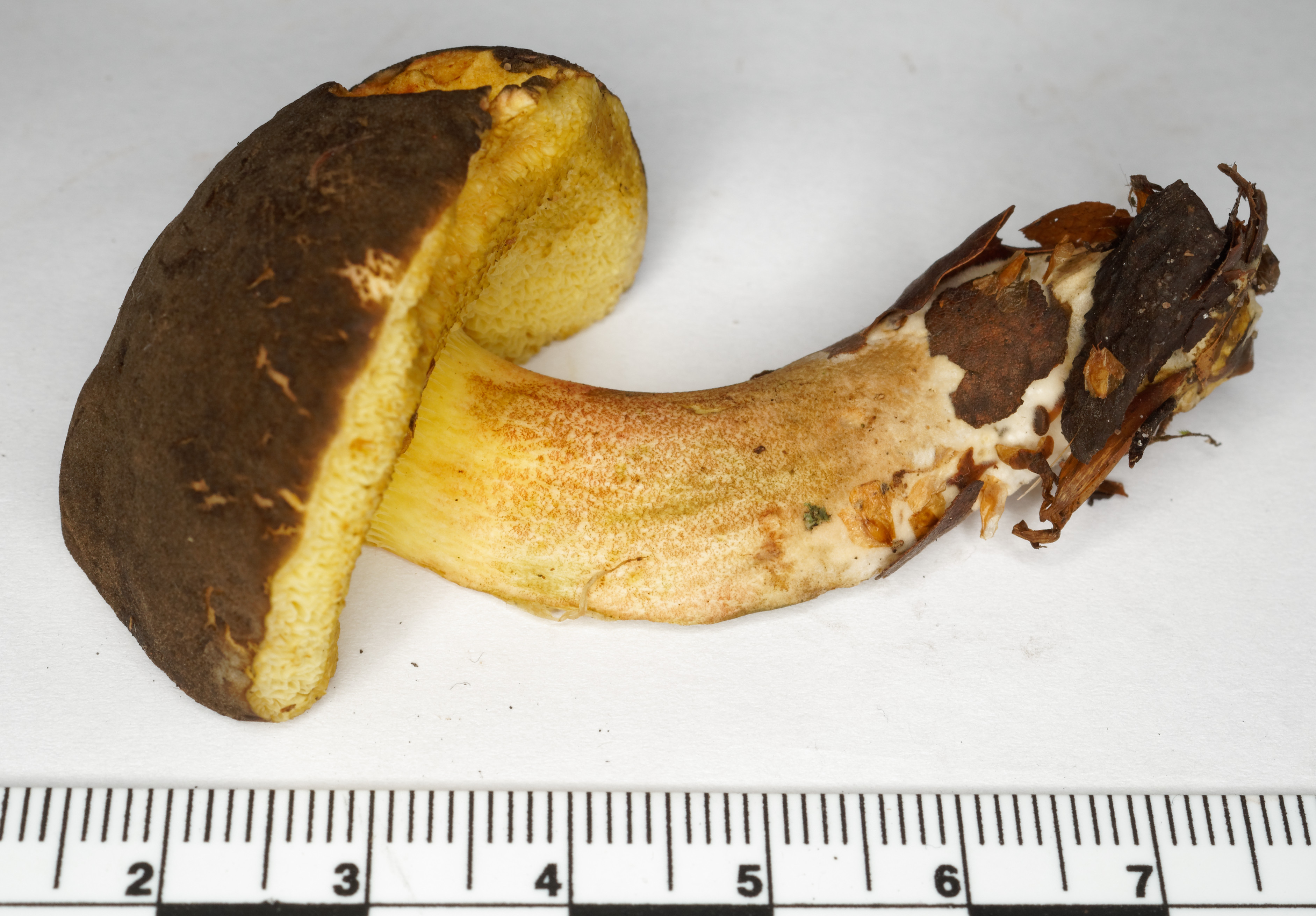
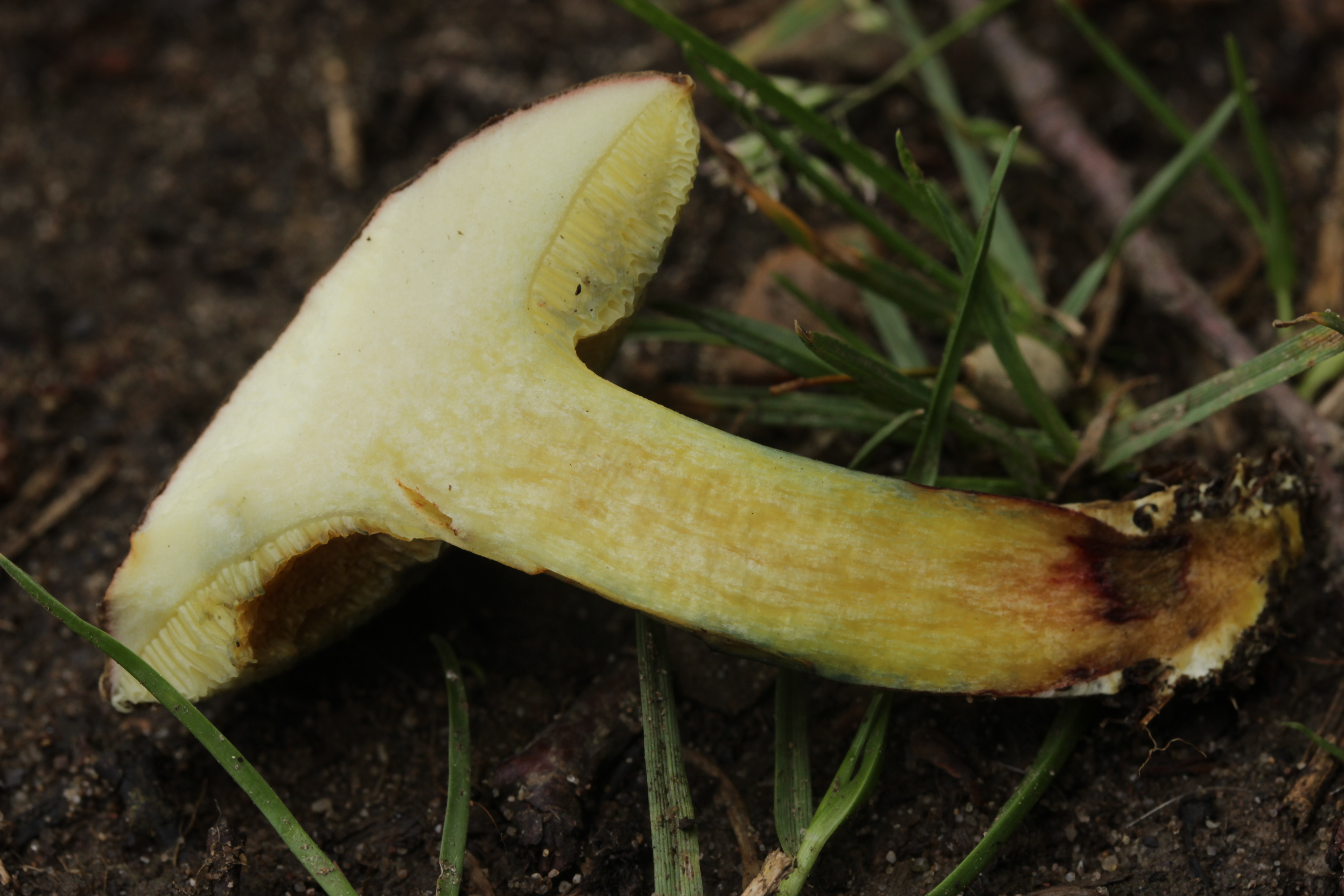

## Habitat et distribution
Il s'agit un champignon ectomycorhizien, plutot automnal, entre septembre et novembre, venant sous feuillus et sous conifères.

## Comestibilité
Comme tous les Xerocomus au sens large, le Bolet pruineux est une espèce d'intérêt culinaire donné comme moyen de par son faible goût et sa petite taille. Elle est comestible après cuisson, de préférence en retirant le pied et en privilégiant les jeunes spécimens et les spécimens fermes dont les tubes ne sont pas très développés. C'est une espèce consommée occasionellement .

## Confusions possibles
- Le Bolet à chair jaune (Xerocomellus chrysenteron) peut très facilement être confondu avec le Bolet pruineux, qui est assez difficile à reconnaitre. Le Bolet à chair présente beaucoup plus souvent une nette zone rougeâtre au milieu ou au bas de la chair du pied à la coupe, non bleuissante, tandis que le Bolet pruineux présente typiquement une chair jaunâtre uniforme à la coupe, bleuissante après plusieurs minutes, surtout au bas du pied. Comestible.
- Le Bolet bai (Imleria badia) peut aussi être très facilement confondu avec le Bolet pruineux, mais le Bolet bai n'a aucun ton rouge, son pied est brun et ses pores bleuissent nettement à la pression. Comestible réputé.
- Le Bolet cisalpin (Xerocomellus cisalpinus) fait beaucoup penser extérieurement au Bolet pruineux, néanmoins il bleuit nettement dans la moitié inférieure de son pied à la coupe, terminé par une petite zone rougeâtre. Sans intérêt alimentaire.
- Le Bolet commun (Hortiboletus engelii) ressemble également beaucoup au Bolet pruineux, la chair au bout de son pied est piquetée de petits points rougeâtres à la coupe. De plus, ce dernier vient plutôt dans les jardins, les parcs et les zones herbeuses. Comestible.